# 司陶特 (愛阿華州)
司陶特（英語：Stout）是一個位於美國愛荷華州格蘭迪縣的城市。

## 地理
司陶特的座標為42°31′38″N 92°42′41″W / 42.52722°N 92.71139°W，而該地的平均海拔高度為311米（即1024英尺）。

## 人口
根據2010年美國人口普查的數據，司陶特的面積為0.78平方千米，當中陸地面積為0.78平方千米，而水域面積為0.00平方千米。當地共有人口224人，而人口密度為每平方千米287人。